# Turris nodifera
Turris nodifera é uma espécie de gastrópode do gênero Turris, pertencente a família Turridae.